# Tropiduridae
Tropiduridae је фамилија гуштера налик игуанама.  Понекад се сматра потфамилијом Tropidurinae у оквиру шире фамилије Iguanidae. Ова група гуштера насељава Јужну Америку, укључујући и острва Тринидад и Галапагос.  
Фамилија обухвата 8 савремених родова. Већина припадника су копнене животиње које живот проводе при тлу, а поједини су прилагођени релативно хладној клими, те насељавају Анде и Огњену земљу. Неколико врста рађа живе младе. 

## Класификација
- Eurolophosaurus Frost, Rodrigues, T. Grant & Titus, 2001
- Microlophus A.M.C. Duméril & Bibron, 1837
- Plica Gray, 1830
- Stenocercus A.M.C. Duméril & Bibron, 1837
- Strobilurus Wiegmann, 1834
- Tropidurus Wied-Neuwied, 1824
- Uracentron Kaup, 1827
- Uranoscodon C. Bonaparte, 1832